# Nicotiana rustica
Nicotiana rustica L., 1753 è una pianta appartenente alla famiglia Solanacee, originaria del Perù.

## Usi
Da questa specie si ricava del tabacco con elevate dosi di nicotina. 
Le sue foglie vengono anche usate come pesticida.